# Margarida Salema
Margarida Salema d’Oliveira Martins, mais conhecida como Margarida Salema, (Lisboa, 1954) é uma ex-política, professora universitária e investigadora portuguesa. Foi uma das eurodeputadas a promover a iniciativa do parlamento paritário em Portugal nos anos 1990. Atuou como presidente da Entidade das Contas e Financiamentos Políticos do Tribunal Constitucional português de 2009 a 2017.

## Percurso
Salema graduou-se em Direito em 1976, concluiu o Mestrado em Direito na Área de Ciências Jurídico-Políticas em 1984, e fez o Doutoramento em Direito em Ciências Jurídico-Políticas em 2002 na Faculdade de Direito da Universidade de Lisboa.
Foi perita do Comité da Eliminação das Discriminações contra as Mulheres (CEDAW) da Organização das Nações Unidas (ONU) de 1980 a 1988.
Entre 1980 e 1985, foi deputada à Assembleia da República e entre 1989 e 1994, foi deputada ao Parlamento Europeu.
Em 1990, tornou-se diretora da revista semestral luso-espanhola de direito público Estado & Direito.
Em 1996 tornou-se Professora Associada da Faculdade de Direito da Universidade Lusíada de Lisboa.
Em 2006, tornou-se membro do conselho científico da Revista de Estudos Europeus, da Associação Interuniversitária de Estudos Europeus, em colaboração com Instituto Europeu da  Faculdade de Direito de Lisboa. Em 2007 assumiu a posição de investigadora no Centro de Estudos, Jurídicos, Económicos e Ambientais da Universidade Lusíada de Lisboa, do Grupo de Investigação em Direito Público e Teoria Política.
Em 2009 desfiliou-se do Partido Social Democrata para tomar posse como presidente da Entidade das Contas e Financiamentos Políticos do Tribunal Constitucional, cargo que desempenhou até 2017. 
Em 2017, Margarida Salema retomou a posição de professora associada na Faculdade de Direito da Universidade de Lisboa, tendo como áreas de interesse e investigação o Direito da União Europeia, o Direito Internacional Público, as Organizações Internacionais e o Direito Constitucional.
Em 2020 criticou as alterações ao financiamento das campanhas eleitorais propostas pelo Partido Social Democrata (PSD), ao serem conflitivas com a lei 19/2003.

## Obra

###### Publicações
- Margarida Salema d'Oliveira Martins. A União Europeia, o direito e a atividade. Lisboa : Quid Juris?, 2018 - ISBN 978-972-724-789-9

- Margarida Salema d'Oliveira Martins. Direito diplomático e consular. Lisboa: Universidade Lusíada, 2011 - ISBN 978-989-640-096-5

- Margarida Salema d'Oliveira Martins. O princípio da subsidiariedade em perspectiva jurídico-política. Coimbra: Coimbra Editora, 2003

- Margarida Salema d' Oliveira Martins. O Direito de Veto na Constituição de 1976. Braga: Livraria Cruz, 1980[13]

## Reconhecimentos e Prémios
- Prémio Adelaide Ristori (Anno XXII)[8]

## Ligações Externas
- Vídeo "Parlamento Paritário" - RTP Arquivos
- Vídeo "Parlamento Paritário 2" - RTP Arquivos